# Hemocytometr

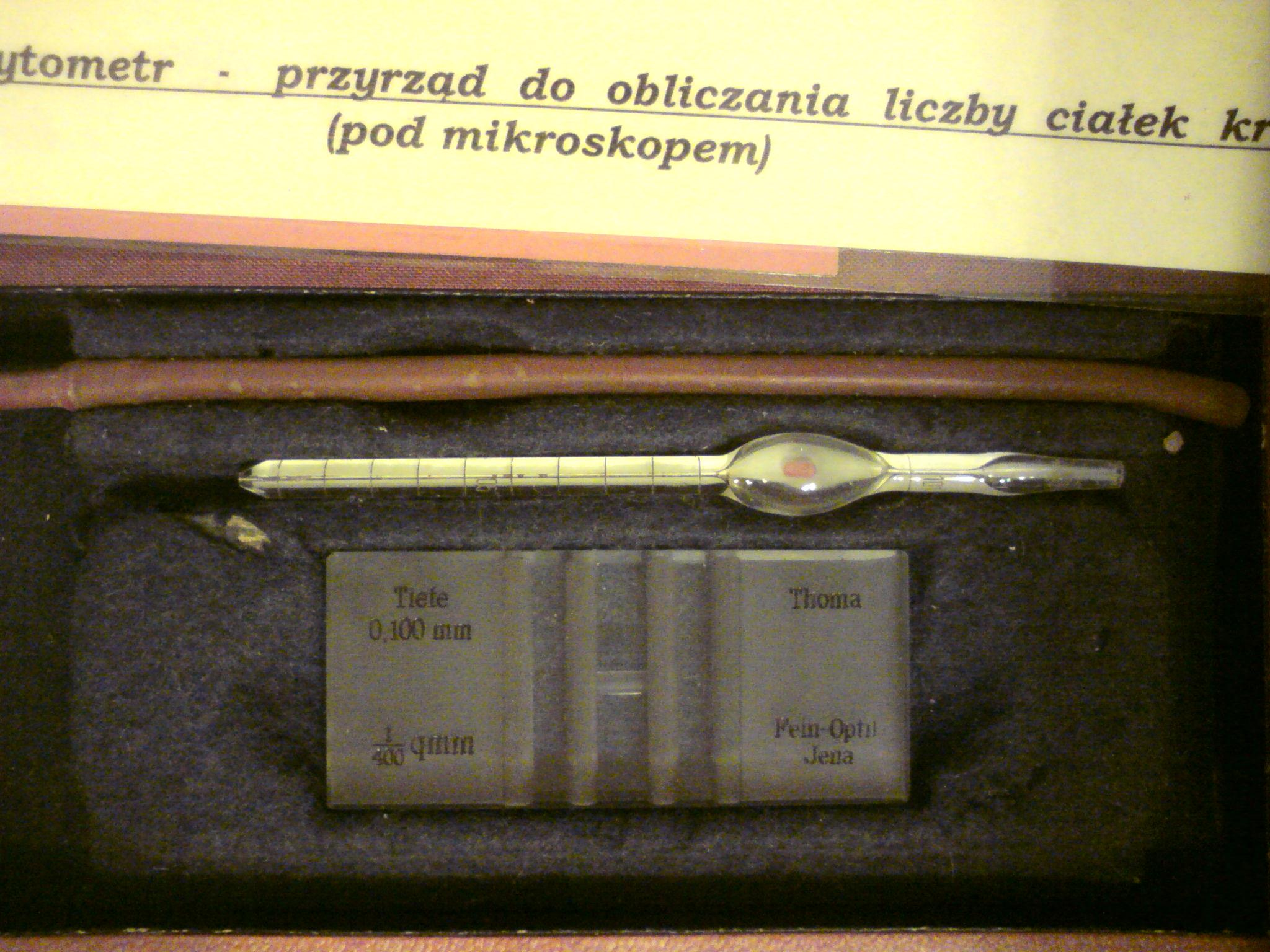
Hemocytometr ze zbiorów biblioteki Uniwersytetu Medycznego we Wrocławiu

Przekrój hemocytometru

Hemocytometr jest przyrządem służącym do liczenia małych elementów w preparacie mikroskopowym. Pierwotnie służył do liczenia komórek krwi, stąd nazwa (hemo- krew, cyto- komórka, -metr przyrząd do mierzenia).

## Budowa
Ma postać szklanej płytki (szkiełko podstawowe), na której znajduje się prostokątny obszar pomiarowy otoczony wyżłobieniem (rys. 1). W obszarze pomiarowym, metodą laserowego rytowania, naniesiona jest siatka prostopadłych linii która dzieli ten obszar na podobszary (komórki pomiarowe). Rozmiary tych komórek są ściśle określone i podane na płytce – np. 0,20x0,20 mm. Ponieważ znana jest również wysokość, czyli odległość do szkiełka nakrywkowego (zwykle 0,1 mm), łatwo można obliczyć objętość pojedynczej komórki pomiarowej. Mała odległość pomiędzy szkiełkiem nakrywkowym a podstawowym powoduje, że płynny preparat wypełnia przestrzeń komórki a jego nadmiar spływa do wyżłobienia. Wyznaczając podczas obserwacji mikroskopowej liczbę badanych obiektów (np. białych krwinek), można obliczyć ich koncentrację, czyli ich liczbę na jednostkę objętości.

## Sposób użycia
- Rozcieńczenie preparatu. Jest to koniecznie, gdy preparat jest zbyt gęsty lub liczba badanych obiektów jest bardzo duża i są one bardzo małe. Bez rozcieńczenia, byłoby ich zbyt dużo w jednej komórce pomiarowej i mogłyby się wzajemnie przesłaniać. Proporcje rozcieńczania powinny być precyzyjnie ustalone, aby można było obliczyć koncentrację w preparacie oryginalnym.
- Dokładne wymieszanie z rozcieńczalnikiem w celu uzyskania jednorodnego rozkładu badanych obiektów.
- Kilkakrotne powtórzenie pomiarów dla różnych komórek pomiarowych i obliczenie średniej. Jeżeli poszczególne pomiary różnią się bardzo od siebie, należy zwiększyć ich ilość w celu uzyskania lepszej statystyki i zredukowania błędu.

## Obliczanie koncentracji obiektów w preparacie
Koncentrację obiektów można obliczyć ze wzoru:
{\displaystyle {\frac {N_{O}}{V_{K}}}\cdot {\frac {V_{R}}{V_{P}}}}
gdzie:
{\displaystyle N_{O}} liczba obiektów w jednej komórce pomiarowej;
{\displaystyle V_{K}} objętość komórki pomiarowej;
{\displaystyle V_{R}} objętość roztworu;
{\displaystyle V_{P}} objętość początkowa preparatu przed rozpuszczeniem;
lub przy zliczaniu w wielu komórkach pomiarowych naraz
{\displaystyle {\frac {N_{O}}{n\cdot V_{K}}}\cdot {\frac {V_{R}}{V_{P}}}}
gdzie n – liczba komórek pomiarowych.